# Военно-морские силы США
Военно-морские силы США, ВМС США (англ. United States Navy, USN) — один из видов вооружённых сил США.
ВМС США являются мировым лидером по количеству авианосцев: по состоянию на январь 2019 года, 11 авианосцев находится в строю (10 авианосных ударных групп).
Корабли и суда ВМС США имеют префикс USS (англ. United States Ship — корабль Соединённых Штатов).
Основные командования ВМС США —
Тихоокеанский флот,
Командование сил флота США (бывший Атлантический флот),
Военно-морские силы США в Европе,
Командование морских перевозок.
В оперативном отношении ВМС США подразделяются на семь флотов:
Второй,
Третий,
Четвёртый,
Пятый,
Шестой,
Седьмой,
Десятый.

В разное время в состав ВМС США входили также:
Первый,
Восьмой,
Девятый,
Одиннадцатый и
Двенадцатый флоты, а также
Азиатский флот ВМС США.
Начальник штаба военно-морских сил подотчётен министру ВМС и является членом комитета начальников штабов.

## История ВМС США
12 октября 1775 года Континентальный конгресс принял решение снарядить два вооружённых парусных судна и направить их для перехвата английских судов, снабжающих английские войска в Америке. В ходе войны за независимость США (1775—1783) был создан небольшой Континентальный флот, состоящий из малых кораблей (фрегатов, бригов, шлюпов и шхун). Основной его задачей было нарушение обеспечения английских войск. Вскоре после окончания войны флот был расформирован.
В 1794 году в целях борьбы с алжирскими пиратами, нападавшими на американские торговые суда, Конгресс принял закон о военно-морском флоте (Naval Act), который предусматривал постройку шести фрегатов. В 1797 году в строй были введены первые три фрегата, в том числе «Конститьюшн» (Constitution). 30 апреля 1798 года было создано отдельное министерство ВМС (Department of the Navy). В 1798—1800 годах в период Квази-войны с Францией были построены около 30 кораблей, действовавших против французских каперов. В 1801—1805 годах корабли американского флота действовали в Средиземном море против триполитанских пиратов, в целях защиты торгового судоходства.
В период англо-американской войны 1812—1814 годов американский флот осуществлял крейсерские действия, а также действовал на Великих озёрах, одержав победы над английским флотом в битвах на озере Эри и озере Шамплейн.
После англо-американской войны американский флот продолжал защищать торговое судоходство в Карибском море, Средиземном море, у побережья Африки, в Тихом океане, боролся с пиратами и работорговлей.
В 1845 году была основана Военно-морская академия в Аннаполисе (Мэриленд).
В ходе американо-мексиканской войны 1846—1848 годов американский флот блокировал тихоокеанское и атлантическое побережье Мексики, осуществил высадку войск генерала Скотта в Веракрусе.
В период гражданской войны 1861—1865 годов большая часть флота осталась на стороне северян, что смогло обеспечить морскую блокаду южных портов. Впоследствии конфедераты смогли снарядить несколько крейсеров с вспомогательными паровыми установками для борьбы с торговым судоходством северян, однако преимущество на море оставалось за северянами. На реках, преимущественно на Миссисипи, а также в прибрежных районах, обеими сторонами использовались броненосные артиллерийские корабли, впоследствии известные как «мониторы», по названию первого боевого судна северян такого типа. 9 марта 1862 года произошло первое в мире сражение броненосных кораблей на Хэмптонском рейде — «Монитора» и «Вирджинии» (в отечественной литературе закрепилось первоначальное название — «Мерримак»), которое продолжалось более трёх часов и закончилось «вничью», ибо разрывные бомбы, которыми стреляли пушки обоих мониторов, представляли значительную опасность лишь для деревянных судов и практически не причиняли вреда броненосным кораблям.
После Гражданской войны ВМС США продолжили выполнение задач по защите судоходства в различных районах мира (Средиземное море, Тихом и Индийском океане, Персидском заливе). Однако, отсутствие военных угроз и финансовые проблемы вызвали застой в развитии флота вплоть до 1890-х годов.
Создание полноценного океанского флота в Соединенных Штатах в конце XIX века обусловлено было в первую очередь торговыми и геополитическими интересами стремительно развивающейся страны, получив идеологическое обоснование со стороны военно-морского теоретика контр-адмирала Альфреда Тайера Мэхэна (1840—1914), выдвинувшего в своих трудах теорию «морской мощи».
С начала 1890-х годов ВМС США стали переходить от задач по защите судоходства к выполнению задач в целях поддержки американской дипломатии (впервые — в Чилийском кризисе 1891—1892 годов) и завоевания политического доминирования США в западном полушарии.
В ходе испано-американской войны 1898 года ВМС США разгромили испанский флот у Филиппин, блокировали испанские корабли в портах Кубы и обеспечили доставку на остров экспедиционных войск.
В дальнейшем ВМС США продолжили наращивание боевых возможностей. Была начата программа строительства эскадренных броненосцев (линейных кораблей до-дредноутного типа). В 1907—1909 годах в целях демонстрации мощи ВМС США было совершено кругосветное плавание флота из 16 эскадренных броненосцев и кораблей обеспечения, известного как «Великий белый флот» (Great White Fleet). В 1910 году в строй вступил первый линкор-дредноут — «Южная Каролина» (South Carolina).
В 1916 году была начата новая большая кораблестроительная программа. 6 апреля 1917 года США вступили в Первую мировую войну на стороне Антанты. Американский флот обеспечивал доставку американских войск в Европу, вёл борьбу против германских подводных лодок в Атлантике, однако линкоры боевого применения тогда практически не нашли. Появление новых средств ведения войны на море, таких как подводные лодки и самолёты (в том числе противокорабельные), привело к изменению приоритетов в строительстве флота. Вместо линкоров, преимущество стало отдаваться эсминцам и другим малым кораблям.
После окончания Первой мировой войны военные расходы были уменьшены и корабельный состав флота стал сокращаться. В 1922 году было заключено Вашингтонское морское соглашение между США, Великобританией, Японией, Францией и Италией, ограничивающие размеры флотов. В 1920—1930-е годы получили развитие авианосный и подводный сегменты флота.
7 декабря 1941 года японский флот нанёс внезапный удар по американскому Тихоокеанскому флоту в Пёрл-Харборе, Гавайи. В результате были потоплены и выведены из строя все линейные корабли США в Тихом океане, но оба тихоокеанских авианосца США остались в строю. 11 декабря 1941 года войну США объявила и Германия. США вступили во Вторую мировую войну и ВМС США пришлось вести войну сразу на двух театрах военных действий.
В Атлантическом океане наибольшую угрозу представляли германские подводные лодки, топившие торговые суда у побережья США и нападавшие на конвои, шедшие в Европу. Захватить преимущество в Атлантике ВМС США смогли к середине 1943 года за счёт постройки большого количества эскортных кораблей, патрульных самолётов и противолодочных дирижаблей. ВМС США вместе с Королевским флотом Великобритании провели также крупные десантные операции в Северной Африке в ноябре 1942 года, на Сицилии в июле 1943 года, в Италии в сентябре 1943 года, в Нормандии в июне 1944 года и на юге Франции в августе 1944 года.
В Тихом океане ВМС США вели классическую морскую войну, для которой и были созданы. В результате крупных битв авианосных соединений в Коралловом море (4—8 мая 1942 года) и у атолла Мидуэй (4 июня 1942 года), а также битвы за Гуадалканал (7 августа 1942 — 7 февраля 1943 года) ВМС США удалось захватить превосходство в Тихом океане и остановить продвижение японских сил.
Для войны в Тихом океане была применена стратегия захвата ключевых островов, что осуществлялось десантными силами при авиационной поддержке с авианосцев. Операции 1944 года — битва при Марианских островах (19—20 июня) и сражение в заливе Лейте (23—26 октября) ликвидировали угрозу со стороны японского флота. В 1945 году американские подводные лодки действовали у Японских островов и нарушали японское морское сообщение с континентом. Были проведены десантные операции на островах Иводзима и Окинава. 2 сентября 1945 года на борту линкора «Миссури» был подписан акт о капитуляции Японии, завершивший Вторую мировую войну.
После окончания Второй мировой войны потенциальным противником США стал СССР. В связи с этим, стратегия применения ВМС США была переориентирована на противолодочную борьбу и нанесение ударов по местам базирования ВМФ СССР, с целью обеспечения безопасности межконтинентальных морских перевозок. Кроме того, ВМС США присутствовали во всех регионах мира, оказывая политическую и военную поддержку дружественным США государствам и режимам.
В 1950 году с началом войны в Корее ВМС США обеспечивали снабжение и морскую переброску войск, а также провели Инчхонскую десантную операцию.
К концу Второй мировой войны в составе ВМС США насчитывалось около 80 авианосцев, однако большинство из них были перестроенными гражданскими судами. В начале 1950-х годов было возобновлено строительство авианосцев, прекращенное после Второй мировой войны. Первым послевоенным авианосцем специальной постройки стал «Форрестол», вступивший в строй в 1955 году. В конце 1950-х годов в ВМС США появились атомные подводные лодки («Наутилус» в 1955 году), в том числе атомные подводные лодки с баллистическими ракетами («Джордж Вашингтон» в 1959 году).
В 1961 году в строй вступил первый в мире атомный ударный авианосец «Энтерпрайз». Развернутая в США программа строительства авианосного флота, первоначально встретившая критику со стороны как ряда общественных деятелей, так и некоторых военных специалистов, полностью оправдала себя. Главный в то время военный противник США — Советский Союз — так и не построил сопоставимый по мощи собственный авианосный флот, ограничившись созданием т. н. «авианесущих крейсеров», число которых никогда не было значительным. Не имея развитых авианесущих и десантно-вертолетоносных соединений, Советский Союз не способен был осуществлять крупномасштабные военно-десантные операции на значительном удалении от своих берегов, не имея, таким образом, возможности поддерживать дружественные латиноамериканские, арабские, африканские государства, а также создавать постоянные военно-морские базы по всему миру.
В 1960-е годы ВМС США принимали участие в Карибском кризисе, Вьетнамской войне, постоянно действовали в Средиземном море. На вооружении кораблей появилось управляемое ракетное оружие. В 1970-х годы ВМС США начали постоянно присутствовать в Индийском океане и особенно в Персидском заливе с целью обеспечения безопасности морского трансферта нефти из этого региона. Атомные подводные лодки с баллистическими ракетами стали основным элементом стратегических ядерных сил, находящимся в постоянной боевой готовности.
В начале 1980-х годов в США была принята концепция строительства флота из 600 кораблей. В 1980-е годы ВМС США принимали участие в военных операциях против Ливана, Ливии, Гренады, Панамы, Ирана. Операция «Богомол» 18 апреля 1988 года стала крупнейшим морским боем ВМС США со Второй мировой войны.
К 1991 году в составе ВМС США насчитывалось 15 авианосцев, из них 9 котлотурбинных и 6 — атомных. (В составе ВМФ СССР на это время был только один полноценный авианосец «Адмирал Кузнецов» (в настоящее время в составе Северного флота Российской Федерации) и 4 авианесущих крейсера.) В 1991 году ВМС США принимали участие в операции «Буря в пустыне» против Ирака.
В 2003 году они обеспечили удачный исход операции «Несокрушимая свобода», которая привела к окончательному свержению режима Саддама Хусейна. Всего в Персидском заливе в марте-мае 2003 года несли вахту 3 авианосные ударные группы ВМС США (авианосцы «Линкольн», «Констеллейшн» и «Китти Хок» — более 200 самолётов палубной авиации), около 50 надводных кораблей и 8 атомных подлодок. Дополнительно в Средиземном море находились авианосцы «Рузвельт» и «Трумэн».
Всего в ВМС США на 1991 год служило 575 000 человек. На 17 октября 2008 года в ВМС США служило 332 262 человека, в том числе 51 399 офицеров, не считая гражданский персонал.

## Организация
Общее руководство ВМС осуществляет министр ВМС (Secretary of the Navy) через министерство ВМС (Department of the Navy), а непосредственное руководство — начальник штаба ВМС (Chief of Naval Operations). Кроме ВМС, министр ВМС руководит деятельностью морской пехоты (US Marine Corps), являющейся в США самостоятельным видом ВС.

### Административная организация
Оперативные силы (Флот) (Operating Forces):
- Командование военно-морских сил США (US Fleet Forces Command, бывший Атлантический флот)
- Тихоокеанский флот (Pacific Fleet)
- Командование резерва ВМС (Naval Reserve Force)
- Командование опытовых сил (Operational Test & Evaluation Forces)
- Командование сил специальных операций (Naval Special Warfare Command)
- Командование боевого применения информационных систем (Naval Nerwork Warfare Command)
- Командование ВМС в Европейской зоне (U. S. Naval Forces Europe)
- Командование ВМС в зоне объединённого центрального командования (U. S. Naval Forces Central Command)
- Командование морских перевозок (Military Sealift Command)

Береговые командования (The Shore Establishment):
- Учебное командование (Naval Education and Training Command)
- Командование метеорологии и океанографии (Naval Meteorology and Oceanography Command)
- Командование разведки (Office of Naval Intelligence)
- Командование юридической службы (Naval Legal Service Command)
- Командование кораблестроения и вооружений (Naval Sea Systems Command)
- Авиационно-техническое командование (Naval Air Systems Command)
- Командование космических средств и систем боевого обеспечения (Space & Naval Warfare Systems Command)
- Командование противовоздушной и противоракетной обороны (Navy Air and Missile Defense Command)[3]
- Командование снабжения (Naval Supply Systems Command)
- Инженерно-строительное командование (Naval Facilties Engineering Command)
- Главное управление кадров (Bureau of Naval Personnel)
- Главное медицинское управление (Bureau of Medcine and Surgery)
- Программа стратегических систем (Strategic Systems Programm)
- Военно-морская академия (United States Naval Academy)
- Центр боевого применения авиации ВМС (Naval Strike & Air Warfare Center)
- Командование групп безопасности (радиоэлектронной разведки) (Naval Security Group Command)
- Военно-морская обсерватория (United States Naval Observatory)
- Военно-морской центр безопасности (Naval Safety Center)

### Оперативная организация
Высшим оперативным объединением ВМС США являются оперативные флоты, которые комплектуются кораблями, вспомогательными судами, частями и подразделениями ВМС на ротационной основе. Они включаются в состав оперативных флотов после проведения полного цикла боевой подготовки в районах постоянной дислокации и признания годными к боевой службе. Срок службы в составе оперативных флотов составляет обычно до шести месяцев.
Командование военно-морских сил США (бывший Атлантический флот) формирует:
- 2-й флот (Северная Атлантика)
- 4-й флот (Южная Атлантика, Карибское море и юго-восточная часть Тихого океана)
- 6-й флот (Средиземное море).

Тихоокеанский флот формирует:
- 3-й флот (восточная и центральная часть Тихого океана)
- 5-й флот (северо-западная часть Индийского океана)
- 7-й флот (западная часть Тихого океана).

В составе оперативных флотов формируются оперативные соединения, группы и отряды. Оперативным соединениям присваиваются номера в соответствии с номером оперативного флота (20, 30, 40, 50, 60 и 70-е), а оперативные группы и отряды обозначаются производными от них номерами (60.1 оперативная группа, 50.2.1 оперативный отряд).

## Пункты базирования
Атлантическое побережье США:
Командование сил флота США
- Норфолк — главная база Командования сил флота США
- Литл-Крик (амфибийная)
- Мейпорт
- Кингс-бей
- Рота (передовая)
- Неаполь (передовая)

Пункты базирования
- Ки-Уэст
- Гуантанамо

Тихоокеанский флот
- Сан-Диего
- Китсап (порт Бангор и порт Бремертон)
- Коронадо[англ.] (амфибийная)
- Пёрл-Харбор — главная база Тихоокеанского флота США
- Апра (передовая)
- Йокосука (передовая)

Пункты базирования
- Бахрейн (Центральное командование)

## Боевой состав
В составе ВМС США находилось 289 кораблей и судов различных типов, в том числе:

### Боевые корабли
Атомные многоцелевые авианосцы
- тип «Нимиц» (Nimitz) — 10
  - CVN-68 «Нимиц» (Nimitz), 1975 г., порт приписки Бремертон
  - CVN-69 «Дуайт Д. Эйзенхауэр» (Dwight D. Eisenhower), 1977 г., порт приписки Норфолк
  - CVN-70 «Карл Винсон» (Carl Vinson), 1982 г., порт приписки Бремертон
  - CVN-71 «Теодор Рузвельт» (Theodore Roosevelt), 1986 г., порт приписки Сан-Диего
  - CVN-72 «Авраам Линкольн» (Abraham Lincoln), 1989 г., порт приписки Сан-Диего
  - CVN-73 «Джордж Вашингтон» (George Washington), 1992 г., порт приписки Норфолк
  - CVN-74 «Джон К. Стеннис» (John C. Stennis), 1995 г., порт приписки Норфолк
  - CVN-75 «Гарри С. Трумэн» (Harry S. Truman), 1998 г., порт приписки Норфолк
  - CVN-76 «Рональд Рейган» (Ronald Reagan), 2003 г., порт приписки Военно-морская база Йокосука, Япония
  - CVN-77 «Джордж Г. У. Буш» (George H. W. Bush), 2009 г., порт приписки Норфолк
- тип «Джеральд Р. Форд» (Gerald R. Ford) — 1
  - CVN-78 «Джеральд Р. Форд» (Gerald R. Ford), 2017 г., порт приписки Норфолк

Крейсеры УРО
- тип «Тикондерога» (Ticonderoga) — 9
  - CG-58 «Филиппин Си» (Philippine Sea), 1989 г.
  - CG-59 «Принстон» (Princeton), 1989 г.
  - CG-60 «Норманди» (Normandy), 1989 г.
  - CG-62 «Ченселорвилл» (Chancellorsville), 1989 г.
  - CG-64 «Геттисберг» (Gettysburg), 1991 г.
  - CG-65 «Чосин» (Chosin), 1991 г.
  - CG-67 «Шайло» (Shiloh), 1992 г.
  - CG-70 «Лэйк Эри» (Lake Erie), 1993 г.
  - CG-71 «Кейп Сент-Джордж» (Cape St. George), 1993 г.

Эскадренные миноносцы УРО
- тип «Арли Бёрк» (Arleigh Burke) — 67
  - DDG-51 «Арли Бёрк» (Arleigh Burke), 1991 г.
  - DDG-52 «Бэрри» (Barry), 1992 г.
  - DDG-53 «Джон Пол Джонс» (John Paul Jones), 1993 г.
  - DDG-54 «Кёртис Уилбур» (Curtis Wilbur), 1994 г.
  - DDG-55 «Стаут» (Stout), 1994 г.
  - DDG-56 «Джон С. Мак’Кейн» (John S. McCain), 1994 г.
  - DDG-57 «Митчер» (Mitcher), 1994 г.
  - DDG-58 «Лабун» (Laboon), 1995 г.
  - DDG-59 «Рассел» (Russell), 1995 г.
  - DDG-60 «Пол Хэмилтон» (Paul Hamilton), 1995 г.
  - DDG-61 «Рэмедж» (Ramage), 1995 г.
  - DDG-62 «Фицджеральд» (Fitzgerald), 1995 г.
  - DDG-63 «Стетем» (Stethem), 1995 г.
  - DDG-64 «Карни» (Carney), 1996 г.
  - DDG-65 «Бенфолд» (Benfold), 1996 г.
  - DDG-66 «Гонзалес» (Gonzalez), 1996 г.
  - DDG-67 «Коул» (Cole), 1996 г.
  - DDG-68 «Салливанз» (The Sullivans), 1997 г.
  - DDG-69 «Милиус» (Milius), 1996 г.
  - DDG-70 «Хоппер» (Hopper), 1997 г.
  - DDG-71 «Росс» (Ross), 1997 г.
  - DDG-72 «Мэхэн» (Mahan), 1998 г.
  - DDG-73 «Дикэйтор» (Decatur), 1998 г.
  - DDG-74 «Мак’Фол» (McFaul), 1998 г.
  - DDG-75 «Дональд Кук» (Donald Cook), 1998 г.
  - DDG-76 «Хиггинс» (Higgins), 1999 г.
  - DDG-77 «О’Кэйн» (O’Kane), 1999 г.
  - DDG-78 «Портер» (Porter), 1999 г.
  - DDG-79 «Оскар Остин» (Oscar Austin), 2000 г.
  - DDG-80 «Рузвельт» (Roosevelt), 2000 г.
  - DDG-81 «Уинстон С. Черчилль» (Winston S. Churchill), 2001 г.
  - DDG-82 «Лассен» (Lassen), 2001 г.
  - DDG-83 «Ховард» (Howard), 2001 г.
  - DDG-84 «Балкли» (Bulkeley), 2001 г.
  - DDG-85 «Мак’Кэмпбелл» (McCampbell), 2002 г.
  - DDG-86 «Шоуп» (Shoup), 2002 г.
  - DDG-87 «Мэйсон» (Mason), 2003 г.
  - DDG-88 «Пребл» (Preble), 2002 г.
  - DDG-89 «Мастин» (Mustin), 2003 г.
  - DDG-90 «Чаффи» (Chafee), 2003 г.
  - DDG-91 «Пинкни» (Pinckney), 2004 г.
  - DDG-92 «Момсен» (Momsen), 2004 г.
  - DDG-93 «Чан-Хун» (Chung-Hoon), 2004 г.
  - DDG-94 «Нитце» (Nitze), 2005 г.
  - DDG-95 «Джеймс Е. Уильямс» (James E. Williams), 2004 г.
  - DDG-96 «Бейнбридж» (Bainbridge), 2005 г.
  - DDG-97 «Хэлси» (Halsey), 2005 г.
  - DDG-98 «Форрест Шерман» (Forrest Sherman), 2006 г.
  - DDG-99 «Фэррегат» (Farragut), 2006 г.
  - DDG-100 «Кидд» (Kidd), 2007 г.
  - DDG-101 «Гридли» (Gridley), 2007 г.
  - DDG-102 «Сэмпсон» (Sampson), 2007 г.
  - DDG-103 «Тракстан» (Truxtun), 2009 г.
  - DDG-104 «Стерет» (Sterett), 2008 г.
  - DDG-105 «Дьюи» (Dewey), 2010 г.
  - DDG-106 «Стокдейл» (Stockdale, 2009 г.
  - DDG-107 «Грейвели» (Gravely), 2010 г.
  - DDG-108 «Уэйн Э. Мейер» (Wayne E. Meyer), 2009 г.
  - DDG-109 «Данхем» (Dunham), 2010 г.
  - DDG-110 «Уильям П. Лоуренс» (William P. Lawrence), 2011 г.
  - DDG-111 «Спрюэнс» (Spruance), 2011 г.
  - DDG-112 «Майкл Мёрфи» (Michael Murphy), 2012 г.
  - DDG-113 «Джон Финн» (John Finn), 2016 г.
  - DDG-114 «Ральф Джонсон» (Ralph Johnson), 2017 г.
  - DDG-115 «Рафаэль Перальта» (Rafael Peralta), 2017 г.
  - DDG-116 «Томас Хаднер» (Thomas Hudner), 2018 г.
  - DDG-117 «Пол Игнасиус» (Paul Ignatius), 2019 г.
- тип «Замволт» (Zumwalt) — 2
  - DDG-1000 «Замволт» (Zumwalt), 2016 г., порт приписки Сан-Диего
  - DDG-1001 «Майкл Монсур» (Michael Monsoor), 2018 г., порт приписки Сан-Диего

7 июня 2021 года ВМС США приняли на вооружение ракетный эсминец четвёртого поколения «Джек Лукас» (Jack H.Lucas) (DDG 125) типа «Арли Бёрк» (Arleigh Burke).
Корабли прибрежной зоны
- тип «Фридом» (Freedom) — 8
  - LCS-1 «Фридом» (Freedom), 2008 г., порт приписки Сан-Диего
  - LCS-3 «Форт Ворф» (Fort Worth), 2012 г., порт приписки Сан-Диего
  - LCS-5 «Милуоки» (Milwaukee), 2015 г., порт приписки Джексонвилль
  - LCS-7 «Детройт» (Detroit), 2016 г., порт приписки Джексонвилль
  - LCS-9 «Литл-Рок» (Little Rock), 2017 г., порт приписки Джексонвилль
  - LCS-11 «Сиу-Сити» (Sioux City), 2018 г., порт приписки Джексонвилль
  - LCS-13 «Уичито» (Wichita), 2018 г., порт приписки Джексонвилль
  - LCS-15 «Биллингс» (Billings), 2019 г., порт приписки Джексонвилль
  - LCS-17 «Индианаполис» (USS Indianapolis), 2019 г., порт приписки Джексонвилль
- тип «Индепенденс» (Independence) — 10
  - LCS-2 «Индепенденс» (Independence), 2010 г., порт приписки Сан-Диего
  - LCS-4 «Коронадо» (Coronado), 2014 г., порт приписки Сан-Диего
  - LCS-6 «Джексон» (Jackson), 2015 г., порт приписки Сан-Диего
  - LCS-8 «Монтгомери» (Montgomery), 2016 г., порт приписки Сан-Диего
  - LCS-10 «Габриэль Гиффордс» (Gabrielle Giffords), 2017 г., порт приписки Сан-Диего
  - LCS-12 «Омаха» (Omaha), 2017 г., порт приписки Сан-Диего
  - LCS-14 «Манчестер» (Manchester), 2018 г., порт приписки Сан-Диего
  - LCS-16 «Талса» (Tulsa), 2018 г., порт приписки Сан-Диего
  - LCS-18 «Чарльстон» (Charleston), 2018 г., порт приписки Сан-Диего
  - LCS-20 «Цинциннати» (Cincinnati), 2019 г., порт приписки Сан-Диего

#### Патрульные корабли
Главное бюджетно-контрольное управление МО США 7 февраля 2017 г. опубликовало доклад в котором говорится о том, что военные сертификаты 37 % патрульных кораблей ВМС США базирующихся в Японии являются просроченными.
- тип «Циклон» (Cyclone) — 13
  - PC-2 «Темпест» (Tempest), 1993 г., 2008 г.
  - PC-3 «Харрикейн» (Hurricane), 1993 г.
  - PC-4 «Монсун» (Monsoon), 1994 г.
  - PC-5 «Тайфун» (Typhoon), 1994 г.
  - PC-6 «Сирокко» (Sirocco), 1994 г.
  - PC-7 «Скволл» (Squall), 1994 г.
  - PC-8 «Зефир» (Zephyr), 1994 г., 2011 г.
  - PC-9 «Чинук» (Chinook), 1995 г.
  - PC-10 «Файрболт» (Firebolt), 1995 г.
  - PC-11 «Вайрлвинд» (Whirlwind), 1995 г.
  - PC-12 «Тандерболт» (Thunderbolt), 1995 г.
  - PC-13 «Шамал» (Shamal), 1996 г., 2011 г.
  - PC-14 «Торнадо» (Tornado), 2000 г., 2011 г.

### Подводный флот
Вклад США в развитие подводного военного флота очень велик.
Ещё во время Войны за независимость, в 1775 году, школьный учитель из Коннектикута Дэвид Бушнелл построил подводную лодку «Черепаха», которая стала первым кораблём своего класса, применённым в боевых действиях (7 сентября 1776 года). Первое успешное боевое применение субмарины также связано с США: во время Гражданской войны конфедератами из Северной Каролины была построена подводная лодка H. L. Hunley, потопившая стоявший на рейде американский винтовой шлюп USS Housatonic.
История использования подводных лодок в американском флоте начинается с 1862 года, когда в строй вошла USS Alligator.
Во время Второй мировой войны многочисленные крейсерские подлодки США внесли большой вклад в достижение победы на Тихоокеанском театре военных действий, а в 1955 году в США была построена первая в мире атомная подводная лодка — USS Nautilus (SSN-571).
«Отцом американского атомного флота» заслуженно считается адмирал Хайман Риковер.	
Дизель-электрическую (неатомную) подлодку Соединенные Штаты в последний раз приняли на вооружение в 1950-х годах, ей стала субмарина класса «Барбел» (Barbel), строительство которой продолжалось с 1956 года по 1958 год (одна из причин отказа от ДЭПЛ заключается в том, что ВМС США требовали от кораблестроителей, чтобы американские подводные лодки действовали на больших расстояниях от военно-морских баз).
Во второй половине XX века американский атомный подводный флот активно участвовал в Холодной войне.
В начале XXI века он является сильнейшим и крупнейшим подводным флотом в мире и на 100 % состоит из атомных субмарин.
Проектируются АПЛ нового поколения.
В составе подводного флота США сейчас имеются 66 атомных подлодок (на начало 2020 г.):
- 14 ракетных подводных крейсеров стратегического назначения (ПЛАРБ) третьего поколения типа «Огайо» (Ohio): 
  - 1) SSBN-730 «Генри М. Джексон» (Henry M. Jackson), 1984 г.
  - 2) SSBN-731 «Алабама» (Alabama), 1985 г.
  - 3) SSBN-732 «Аляска» (Alaska), 1986 г.
  - 4) SSBN-733 «Невада» (Nevada), 1986 г.
  - 5) SSBN-734 «Теннеси» (Tennessee), 1988 г.
  - 6) SSBN-735 «Пенсильвания» (Pennsylvania), 1989 г.
  - 7) SSBN-736 «Вест Вирджиния» (West Virginia), 1990 г.
  - 8) SSBN-737 «Кентукки» (Kentucky), 1991 г.
  - 9) SSBN-738 «Мэрилэнд» (Maryland), 1992 г.
  - 10) SSBN-739 «Небраска» (Nebraska), 1993 г.
  - 11) SSBN-740 «Род Айленд» (Rhode Island), 1994 г.
  - 12) SSBN-741 «Мэн» (Maine), 1995 г.
  - 13) SSBN-742 «Вайоминг» (Wyoming), 1996 г.
  - 14) SSBN-743 «Луизиана» (Louisiana), 1997 г.
- 4 стратегических АПЛ типа «Огайо» с крылатыми ракетами (ПЛАРК):
  - 1) SSGN-726 «Огайо» (Ohio), бывшая ПЛАРБ SSBN-726, 1981 г., в 2002—2006 гг. переоборудована в ПЛАРК.
  - 2) SSGN-727 «Мичиган» (Michigan), бывшая ПЛАРБ SSBN-727, 1982 г., в 2004—2007 гг. переоборудована в ПЛАРК.
  - 3) SSGN-728 «Флорида» (Florida), бывшая ПЛАРБ SSBN-728, 1983 г., в 2002—2008 гг. переоборудована в ПЛАРК.
  - 4) SSGN-729 «Джорджия» (Georgia), бывшая ПЛАРБ SSBN-729, 1984 г., в 2004—2008 гг. переоборудована в ПЛАРК.
- 26 многоцелевых АПЛ (МПЛАТРК) типа «Лос-Анджелес» (Los Angeles) 
  - 1) SSN-721 «Чикаго» (Chicago), 1986 г.
  - 2) SSN-722 «Ки Уэст» (Key West), 1987 г.
  - 3) SSN-725 «Хелена» (Helena), 1987 г.
  - 4) SSN-750 «Ньюпорт Ньюс» (Newport News), 1989 г.
  - 5) SSN-751 «Сан Хуан» (San Juan), 1988 г.
  - 6) SSN-752 «Пасадена» (Pasadena), 1989 г.
  - 7) SSN-753 «Олбани» (Albany), 1990 г.
  - 8) SSN-754 «Топека» (Topeka), 1989 г.
  - 9) SSN-756 «Скрэнтон» (Scranton), 1991 г.
  - 10) SSN-757 «Александрия» (Alexandria), 1991 г.
  - 11) SSN-758 «Эшвилл» (Asheville), 1991 г.
  - 12) SSN-759 «Джефферсон Сити» (Jefferson City), 1992 г.
  - 13) SSN-760 «Аннаполис» (Annapolis), 1992 г.
  - 14) SSN-761 «Спрингфилд» (Springfield), 1993 г.
  - 15) SSN-762 «Коламбус» (Columbus), 1993 г.
  - 16) SSN-763 «Санта Фе» (Santa Fe), 1994 г.
  - 17) SSN-764 «Бойс» (Boise), 1992 г.
  - 18) SSN-765 «Монпелье» (Montpelier), 1993 г.
  - 19) SSN-766 «Шарлот» (Charlotte), 1994 г.
  - 20) SSN-767 «Хэмптон» (Hampton), 1993 г.
  - 21) SSN-768 «Хартфорд» (Hartford), 1994 г.
  - 22) SSN-769 «Толедо» (Toledo), 1995 г.
  - 23) SSN-770 «Таксон» (Tucson), 1995 г.
  - 24) SSN-771 «Колумбия» (Columbia), 1995 г.
  - 25) SSN-772 «Гринвилл» (Greeneville), 1996 г.
  - 26) SSN-773 «Шайен» (Cheyenne), 1996 г.
- 3 многоцелевых АПЛ четвёртого поколения типа «Сивулф» (Seawolf, проект закрыт)[9]
  - 1) SSN-21 «Сивулф» (Seawolf), 1997 г.
  - 2) SSN-22 «Коннектикут» (Connecticut), 1998 г.
  - 3) SSN-23 «Джимми Картер» (Jimmy Carter), 2005 г.
- 19 многоцелевых АПЛ четвёртого поколения типа «Вирджиния» (Virginia)
  - 1) SSN-774 «Вирджиния» (Virginia), 2004 г.
  - 2) SSN-775 «Техас» (Texas), 2006 г.
  - 3) SSN-776 «Гавайи» (Hawaii), 2007 г.
  - 4) SSN-777 «Норт Каролина» (North Carolina), 2008 г.
  - 5) SSN-778 «Нью Гемпшир» (New Hampshire), 2008 г.
  - 6) SSN-779 «Нью-Мексико» (New Mexico), 2010 г.
  - 7) SSN-780 «Миссури» (Missouri), 2010 г.
  - 8) SSN-781 «Калифорния» (California), 2011 г.
  - 9) SSN-782 «Миссисипи» (Mississippi), 2012 г.
  - 10) SSN-783 «Миннесота» (Minnesota), 2013 г.
  - 11) SSN-784 «Норт Дакота» (North Dakota), 2014 г.
  - 12) SSN-785 «Джон Уорнер» (John Warner), 2015 г.
  - 13) SSN-786 «Иллинойс» (Illinois), 2016 г.
  - 14) SSN-787 «Вашингтон» (Washington), 2017 г.
  - 15) SSN-788 «Колорадо» (Colorado), 2017 г.
  - 16) SSN-789 «Индиана» (Indiana), 2018 г.
  - 17) SSN-790 «Южная Дакота» (South Dakota), 2019 г.
  - 18) SSN-791 «Делавэр»(Delaware) 2020 г.
  - 19) SSN-792 «Вермонт»(Vermont) 2020 г.

### Прочие
Штабные корабли десантных сил
- тип «Блю Ридж» (Blue Ridge) — 2
  - LCC-19 «Блю Ридж» (Blue Ridge), 1970 г.
  - LCC-20 «Маунт Уитни» (Mount Whitney), 1971 г.

Универсальные десантные корабли
- тип «Уосп» (Wasp) — 7
  - LHD-1 «Уосп» (Wasp), 1989 г.
  - LHD-2 «Эссекс» (Essex), 1992 г.
  - LHD-3 «Кирсардж» (Kearsarge), 1993 г.
  - LHD-4 «Боксер» (Boxer), 1995 г.
  - LHD-5 «Батаан» (Bataan), 1997 г.
  - LHD-7 «Иводзима» (Iwo Jima), 2001 г.
  - LHD-8 «Макин Айленд» (Makin Island), 2009 г.
- тип «Америка» (America) — 1
  - LHA-6 «Америка» (America), 2014 г.

Десантно-вертолётные корабли-доки:
тип «Сан-Антонио» (San Antonio) — 11
- - LPD-17 «Сан-Антонио» (San Antonio), 2006 г.
  - LPD-18 «Нью Орлеан» (New Orleans), 2007 г.
  - LPD-19 «Меса Верде» (Mesa Verde), 2007 г.
  - LPD-20 «Грин Бэй» (Green Bay), 2009 г.
  - LPD-21 «Нью Йорк» (New York), 2009 г.
  - LPD-22 «Сан Диего» (San Diego), 2012 г.
  - LPD-23 «Анкоридж» (Anchorage), 2013 г.
  - LPD-24 «Арлингтон» (Arlington), 2013 г.
  - LPD-25 «Сомерсет» (Somerset), 2014 г.
  - LPD-26 «Джон П. Мурта» (John P. Murtha), 2016 г.
  - LPD-27 «Портленд» (Portland), 2017 г.

Десантные транспорты-доки
- тип «Уидби Айленд» (Whidbey Island) — 8
  - LSD-41 «Уидби Айелнд» (Whidbey Island), 1985 г.
  - LSD-42 «Германтаун» (Germantown), 1986 г.
  - LSD-43 «Форт Мак’Генри» (Fort McHenry), 1987 г.
  - LSD-44 «Ганстон Холл» (Gunston Hall), 1989 г.
  - LSD-45 «Комсток» (Comstock), 1990 г.
  - LSD-46 «Тортуга» (Tortuga), 1990 г.
  - LSD-47 «Рашмор» (Rushmore), 1991 г.
  - LSD-48 «Эшлэнд» (Ashland), 1992 г.
- тип «Харперс Ферри» (Harpers Ferry) — 4
  - LSD-49 «Харперс Ферри» (Harpers Ferry), 1995 г.
  - LSD-50 «Картер Холл» (Carter Hall), 1995 г.
  - LSD-51 «Оук Хилл» (Oak Hill), 1996 г.
  - LSD-52 «Пёрл Харбор» (Pearl Harbor), 1998 г.

Минно-тральные корабли
- тип «Эвенджер» (Avenger) — 11
  - MCM-3 «Сентри» (Sentry), 1989 г.
  - MCM-4 «Чемпион» (Champion), 1991 г.
  - MCM-6 «Девастейтор» (Devastator), 1990 г.
  - MCM-7 «Пэтриот» (Patriot), 1991 г.
  - MCM-8 «Скаут» (Scout), 1990 г.
  - MCM-9 «Пионер» (Pioneer), 1992 г.
  - MCM-10 «Уорриор» (Warrior), 1993 г.
  - MCM-11 «Гладиатор» (Gladiator), 1993 г.
  - MCM-12 «Ардент» (Ardent), 1994 г.
  - MCM-13 «Декстроус» (Dextrous), 1994 г.
  - MCM-14 «Чиф» (Chief), 1994 г.

Фрегат первого класса
- USS Constitution — 1

## Авианосцы ВМС США
Авианосцы ВМС США действуют в составе авианосной ударной группы (один авианосец и корабли сопровождения) либо авианосного ударного соединения (несколько авианосцев и корабли сопровождения). При этом ударные авианосцы являются ядром группы. Главной ударной силой самого авианосца является его палубная авиация, организованная в авианосное авиационное крыло.
В апреле 2023 года представитель ВМС США Джейми Келер заявил, что военно-морские силы планируют вывести из боевого состава авианосец «Нимиц» к 2026 г. и авианосец «Дуайт Д. Эйзензхауэр» к 2027 году.
Авианосцы ВМС США в строю
- Нимиц (CVN-68) — первый построенный из целой серии кораблей класса Нимиц (Базируется в Эверете).
- Дуайт Д. Эйзенхауэр (CVN-69) — второй построенный из класса Нимиц.
- Карл Винсон (CVN-70) — третий построенный из класса Нимиц (Базируется в Сан-Диего).
- Теодор Рузвельт (CVN-71) — четвёртый построенный из класса Нимиц.
- Авраам Линкольн (CVN-72) — пятый построенный из класса Нимиц.
- Джордж Вашингтон (CVN-73) — шестой построенный из класса Нимиц (Базируется в Йокосука).
- Джон К. Стеннис (CVN-74) — седьмой построенный из класса Нимиц (Базируется в Бремертоне).
- Гарри С. Трумэн (CVN-75) — восьмой построенный из класса Нимиц.
- Рональд Рейган (CVN-76) — девятый построенный из класса Нимиц (Базируется в Сан-Диего).
- Джордж Г. У. Буш (CVN-77) — десятый и последний корабль построенный из класса Нимиц.
- Джеральд Р. Форд (CVN-78) — первый построенный из нового класса Джеральд Р. Форд.

## Авиация ВМС США
| Название                      | Изображение | Назначение                            | Варианты                      | Количество    | Описание                                            |
| Истребители                   | Истребители | Истребители                           | Истребители                   | Истребители   | Истребители                                         |
| ----------------------------- | ----------- | ------------------------------------- | ----------------------------- | ------------- | --------------------------------------------------- |
| F/A-18 Super Hornet           |             | Многоцелевой истребитель              | - F/A-18E - F/A-18F           | - 337 - 288   | —                                                   |
| F-35C Lightning II            |             | Многоцелевой истребитель              | F-35C                         | 52            | —                                                   |
| Самолёты ДРЛОиУ, РЭБ          |             |                                       |                               |               |                                                     |
| E-2 Hawkeye                   |             | Палубный самолёт ДРЛОиУ               | - E-2C - E-2D                 | - 21 - 80     | —                                                   |
| E-6B Mercury                  |             | Командный центр                       | E-6B                          | 16            | —                                                   |
| EA-18G Growler                |             | Палубный самолёт РЭБ                  | EA-18G                        | 160           | —                                                   |
| EP-3E Aries II                |             | Разведчик                             | EP-3E Aries II                | 11            | —                                                   |
| Противолодочные самолёты      |             |                                       |                               |               |                                                     |
| P-3C Orion                    |             |                                       | P-3C                          | 16            | —                                                   |
| P-8A Poseidon                 |             | Противолодочный самолёт, разведчик    | P-8A                          | 128           | —                                                   |
| Военно-транспортные самолёты  |             |                                       |                               |               |                                                     |
| C-2A Greyhound                |             |                                       | C-2A                          | 33            | —                                                   |
| C-20G Grey Ghost              |             |                                       | C-20G                         |               | —                                                   |
| C-26 Metroliner               |             |                                       | C-26                          |               | —                                                   |
| C-40 Clipper                  |             |                                       | C-40                          |               | —                                                   |
| C-130T Hercules               |             |                                       | C-130T                        | 19            | —                                                   |
| KC-130 Hercules               |             |                                       | - KC-130R - KC-130T - KC-130J | - 1 - 12 - 1  | —                                                   |
| Учебно-тренировочные самолёты |             |                                       |                               |               |                                                     |
| C-12 Huron                    |             |                                       |                               |               | —                                                   |
| DHC-3 Otter                   |             |                                       |                               |               | —                                                   |
| F-5 Tiger II                  |             |                                       | - F-5E - F-5F - F-5N          | - 16 - 8 - 29 | 16 F-5E и 6 F-5F куплены у Швейцарии в апреле 2020. |
| F-16 Fighting Falcon          |             |                                       | - F-16A/B - F-16C/D           | - 10/4        | —                                                   |
| T-6 Texan II                  |             | Учебно-тренировочный самолёт          | - T-6A - T-6B                 | - 44 - 231    | —                                                   |
| T-38C Talon                   |             | Учебно-тренировочный самолёт          | T-38C                         | 7             | —                                                   |
| T-44C Pegasus                 |             | Учебно-тренировочный самолёт          | T-44C                         |               | —                                                   |
| T-45C Goshawk                 |             | Палубный учебно-тренировочный самолёт | T-45C                         | 193           | —                                                   |
| Винтокрылые ЛА                |             |                                       |                               |               |                                                     |
| CH-53 Super Stallion          |             |                                       | CH-53E                        | 136           | —                                                   |
| CMV-22B Osprey                |             | Военно-транспортный конвертоплан      | CMV-22B                       | 27            | —                                                   |
| MH-53 Sea Dragon              |             |                                       | MH-53E                        | 31            |                                                     |
| SH-60 Seahawk                 |             |                                       | - SH-60R - SH-60S             | - 270 - 255   | —                                                   |
| TH-57 Sea Ranger              |             | Учебно-тренировочный вертолёт         | - TH-57B - TH-57C             | 112           | —                                                   |
| TH-73 Thrasher                |             | Учебно-тренировочный вертолёт         |                               | 30            | —                                                   |
| UH-72 Lakota                  |             | Многоцелевой вертолёт                 |                               |               | —                                                   |

## Флаги кораблей и судов
- Флаг кораблей и судов ВМС США
- Гюйс кораблей и судов ВМС США
- Гюйс кораблей и судов ВМС США с 2002 года.
- Почётный гюйс корабля USS Blue Ridge, как старейшего судна ВМС США на службе[10]
- Вымпел кораблей и судов ВМС США

### Флаги должностных лиц
- Флаг министра ВМС США
- Флаг руководителя военно-морскими операциями

## Знаки различия

### Матросы и старшины
| Код армии США     | E-9                                                                    | E-9                                                                      | E-9                                                                | E-9                                                | E-8                                                 | E-7                                  | E-6                                             | E-5                                               | E-4                                               | E-3           | E-2                              | E-1                          |
| ----------------- | ---------------------------------------------------------------------- | ------------------------------------------------------------------------ | ------------------------------------------------------------------ | -------------------------------------------------- | --------------------------------------------------- | ------------------------------------ | ----------------------------------------------- | ------------------------------------------------- | ------------------------------------------------- | ------------- | -------------------------------- | ---------------------------- |
| Нарукавный шеврон |                                                                        |                                                                          |                                                                    |                                                    |                                                     |                                      |                                                 |                                                   |                                                   |               |                                  | Отсутствует                  |
| Воинское звание   | Мастер чиф-петти-офицер ВМС США Master Chief Petty Officer of the Navy | Мастер чиф-петти-офицер флота/сил Fleet/Force Master Chief Petty Officer | Главный мастер чиф-петти-офицер Command Master Chief Petty Officer | Мастер чиф-петти-офицер Master Chief Petty Officer | Старший чиф-петти-офицер Senior Chief Petty Officer | Чиф-петти-офицер Chief Petty Officer | Петти-офицер I класса Petty Officer First Class | Петти-офицер II класса Petty Officer Second Class | Петти-офицер III класса Petty Officer Third Class | Матрос Seaman | Младший матрос Seaman Apprentice | Матрос-рекрут Seaman Recruit |

### Уорент-офицеры
| Код армии США   | W-5                     | W-4                                             | W-3                                             | W-2                                             |
| --------------- | ----------------------- | ----------------------------------------------- | ----------------------------------------------- | ----------------------------------------------- |
| Погон           |                         | U.S. Navy Chief Warrant Officer 4 Rank Insignia | U.S. Navy Chief Warrant Officer 3 Rank Insignia | U.S. Navy Chief Warrant Officer 2 Rank Insignia |
| Воинское звание | Старший уорент-офицер 5 | Старший уорент-офицер 4                         | Старший уорент-офицер 3                         | Старший уорент-офицер 2                         |
| Аббревиатура    | CW5                     | CW4                                             | CW3                                             | CW2                                             |
| Код НАТО        | WO-5                    | WO-4                                            | WO-3                                            | WO-2                                            |

### Офицеры
| Код ВС США                        | Особый ранг                     | Специальный ранг            | O-10            | O-9                       | O-8                                     | O-7                                             | O-6             | O-5                 | O-4                                       | O-3                  | O-2                                       | O-1          |
| --------------------------------- | ------------------------------- | --------------------------- | --------------- | ------------------------- | --------------------------------------- | ----------------------------------------------- | --------------- | ------------------- | ----------------------------------------- | -------------------- | ----------------------------------------- | ------------ |
| Воротник/Погон/нарукавная нашивка |                                 |                             |                 |                           |                                         |                                                 |                 |                     |                                           |                      |                                           |              |
| Офицерский чин                    | Адмирал ВМС Admiral of the Navy | Адмирал флота Fleet Admiral | Адмирал Admiral | Вице-адмирал Vice Admiral | Контр-адмирал Rear Admiral (upper half) | Младший контр-адмирал Rear Admiral (lower half) | Капитан Captain | Коммандер Commander | Лейтенант- коммандер Lieutenant Commander | Лейтенант Lieutenant | Младший лейтенант Lieutenant Junior Grade | Энсин Ensign |
| Аббревиатура                      | AN                              | FADM                        | ADM             | VADM                      | RADM                                    | RDML                                            | CAPT            | CDR                 | LCDR                                      | LT                   | LTJG                                      | ENS          |

## Комментарии
1. ↑  Звание упразднено в 1917 году.